# Wilhelm Backhaus
Wilhelm Backhaus, född 26 mars 1884, död 5 juli 1969, var en tysk pianist och pianolärare. 
Han studerade under Eugen d'Albert, en av Franz Liszts främsta pianoelever och vid Leipzigs konservatorium. Han företog flera konsertresor från 1900 och framåt, och besökte bland annat 1920 Stockholm. 1905 blev han lärare vid Royal college of music i Manchester.
Backhaus  gjorde även många grammofoninspelningar och är ansedd som en av de främsta tolkarna av Brahms och Beethoven.